# No-dachi
No-dachi var et japansk sværd der stammer fra den feudale periode. Disse sværd var længere og tungere end den foretrukne sværdtype, Katana.
Et no-dachi var mest brugt som et statussymbol og dermed mere til pynt end til brug i kamp, grunden var at kun meget stærke og talentfulde krigere kunne benytte det ordentligt. No-dachien var derfor et sjældent syn på slagmarken og blev benyttet mere i dueller. Det symboliserede evner og styrke at eje en No-dachi.
No-dachier var så svære at smede, at kun meget erfarne smede kunne lave dem og de var derfor anset for at være dygtige håndværkere.